# Joaquim Libânio
Joaquim Libânio (Guaxupé, 16 de maio de 1894 — São Paulo, 13 de junho de 1949) foi um político brasileiro. Exerceu o mandato de deputado federal constituinte por Minas Gerais em 1946.